# 217124 Michaelsalinas
217124 Michaelsalinas è un asteroide della fascia principale. Scoperto nel 2002, presenta un'orbita caratterizzata da un semiasse maggiore pari a 2,855744 UA e da un'eccentricità di 0,072824, inclinata di 2,648824° rispetto all'eclittica.